# Чорний жовтень
Чорний жовтень (англ. Cover-Up) — трилер 1991 року.

## Сюжет
Американський журналіст Майк Андерсен намагається з'ясувати істину в історії нападу на військовий об'єкт США в Ізраїлі. Дуже скоро Андерсон розуміє, що його життя в небезпеці, оскільки з'ясовує, що напад терористів на американську військову базу — це всього лише прикриття, яке повинне відвернути увагу від набагато більш значної загрози. Вбивці відкривають на Андерсона справжнє полювання, щоб перешкодити відважному журналісту розкрити всю правду і зупинити терористів.

## У ролях
| Актор                | Роль                   |
| -------------------- | ---------------------- |
| Дольф Лундгрен       | Майк Андерсон          |
| Луїс Госсет молодший | Лу Джексон             |
| Ліза Берклі          | Сьюзан Кліффорд        |
| Джон Фінн            | Джефф Купер            |
| Джил Копел           | MP 1                   |
| Говард Ріпп          | MP 2                   |
| Офер Лехаві          | MP 3                   |
| Задок Зарум          | водій                  |
| Орен Неман           | вартівник              |
| Брюс Деніел Дикер    | солдат 1               |
| Денні Фрідман        | солдат 2               |
| Баррі Лангфорд       | людина в автобусі      |
| Шерон Акоен          | співробітник           |
| Матті Сері           | таксист                |
| Джонатан Домінітц    | вартівник посольства 1 |
| Ларрі Мосс           | репортер 1             |
| Джон Дікс            | репортер 2             |
| Джон Фултон          | репортер 3             |
| Ларрі Прайс          | репортер 4             |
| Гілат Анкорі         | репортер 5             |
| Жил Бен Девід        | репортер 6             |